# The Lion and the Cobra
The Lion and the Cobra ist das Debütalbum der irischen Sängerin Sinéad O’Connor aus dem Jahr 1987.

## Geschichte
Als O’Connor das Album aufnahm, war sie 20 Jahre alt und zum ersten Male schwanger.
Der Titel des Albums stammt aus Psalm 91 („Über Löwen und Ottern wirst du gehen“), und das Lied Never Get Old beginnt mit einem Rezitativ dieses Psalms in Gälisch durch die Sängerin Enya.
Das Foto von O’Connor auf der Hülle des Albums stammt vom Haysi-Fantayzee-Mitglied Kate Garner. Die US-Ausgabe verwendete ein „weicheres“ Motiv als Coverfoto.
Das Album verkaufte sich weltweit mehr als 2,5 Millionen Mal.

## Titelliste
1. Jackie (Sinéad O’Connor) – 2:28
2. Mandinka (Sinéad O’Connor) – 3:46
3. Jerusalem (Sinéad O’Connor/McMordie/Clowes/Reynolds) – 4:20
4. Just Like U Said It Would B (Sinéad O’Connor/Wickham) – 4:32
5. Never Get Old (Sinéad O’Connor/Enya) – 4:39
6. Troy (Sinéad O’Connor) – 6:34
7. I Want Your (Hands on Me) (Sinéad O’Connor/Clowes/Reynolds/Dean/Hollifield) – 4:42
8. Drink Before the War (Sinéad O’Connor/Clowes/Reynolds) – 5:25
9. Just Call Me Joe (Sinéad O’Connor/Mooney/Winer) – 5:51

## Singleauskopplungen
1. Troy
2. Mandinka
3. I Want Your (Hands on Me)

## Mitwirkende
- Jack Adams – Mastering
- Chris Birkett – Abmischung
- Mike Clowes – Synthesizer, Keyboards, Streicher-Arrangements
- Rob Dean – elektrische und Akustik-Gitarre
- Enya – Sprecherin
- Kate Garner, Kim Bowen – Fotografen
- Spike Hollifield – Bass
- John Maybury, Steve Horse – Artdirector, Umschlaggestaltung
- Kevin Mooney – Produzent, Bassgitarre, Toningenieur, Abmischung
- Teeroy Morris – Arrangeur, Abmischung
- Fachtna O’Ceallaigh – Abmischung
- Sinéad O’Connor – Gesang, Stromgitarre, Musikproduzentin, Arrangeurin
- Lloyd Philips – Abmischung
- Marco Pirroni – elektrische und Akustik-Gitarre
- John Reynolds – Schlagzeug, Programmierung
- Gavyn Wright – Musikdirektor

## Kommerzieller Erfolg

### Chartplatzierungen
| ChartsChartplatzierungen       | Höchstplatzierung | Wochen |
| ------------------------------ | ----------------- | ------ |
| Deutschland (GfK)              | 52 (3 Wo.)        | 3      |
| Schweiz (IFPI)                 | 12 (6 Wo.)        | 6      |
| Vereinigte Staaten (Billboard) | 36 (76 Wo.)       | 76     |
| Vereinigtes Königreich (OCC)   | 27 (20 Wo.)       | 20     |

### Auszeichnungen für Musikverkäufe
| Land/Region                  | Auszeichnungen für Musikverkäufe (Land/Region, Auszeichnung, Verkäufe) | Verkäufe |
| ---------------------------- | ---------------------------------------------------------------------- | -------- |
| Irland (IRMA)                | Gold                                                                   | 7.500    |
| Kanada (MC)                  | Platin                                                                 | 100.000  |
| Niederlande (NVPI)           | Platin                                                                 | 100.000  |
| Vereinigte Staaten (RIAA)    | Gold                                                                   | 500.000  |
| Vereinigtes Königreich (BPI) | Gold                                                                   | 100.000  |
| Insgesamt                    | 3× Gold · 2× Platin ·                                                  | 807.500  |